# 瓦平格尔
瓦平格尔（英語：Wappinger）是美国纽约州达奇斯县的一个镇，地处达奇斯县西南部、纽约市以北70英里，哈德逊河东岸。2010年美国人口普查时，该镇有27048人。瓦平格尔镇建于1875年，其名称来源于原先生活在此地区的瓦平格尔人。